# Abel P. Upshur
Abel Parker Upshur (17 de junho de 1790 – 28 de fevereiro de 1844) foi um advogado e político norte-americano do estado da Virgínia. Upshur sempre foi ativo nas políticas estaduais e mais tarde serviu como Secretário da Marinha e Secretário de Estado dos Estados Unidos durante a presidência de John Tyler. Ele foi importantíssimo para negociar um tratado secreto que levou a anexação do Texas aos Estados Unidos e teve um papel influente para que o Texas virasse um estado. Ele foi uma das seis pessoas mortas quando um canhão explodiu durante um exercício de tiro a bordo do navio USS Princeton.